# Moguera
M.O.G.U.E.R.A. (モゲラ Mogera?) (a veces escrito M.O.G.E.R.A.) es un mecha que apareció por primera vez en la película de Toho de 1957 The Mysterians. El nombre se deriva de mogura (土竜（もぐら）?)  la palabra japonesa para topo.

## Biografía del personaje

### Showa
En The Mysterians, Moguera es un robot utilizado por los Mysterians para ayudar a destruir a la humanidad para que se dobleguen a su voluntad y les proporcionen una cantidad suficiente de tierra y mujeres. Atacó un pequeño pueblo con sus rayos oculares, y resultó inmune al fuego de ametralladoras, lanzallamas y proyectiles de mortero. Fue destruido cuando el puente en el que estaba parado se derrumbó debido a que los militares lo dinamitaron. 
Un segundo Moguera apareció cuando los cañones de rayo de Markalite asaltaron la base de los Mysterians. Este Moguera intentó destruir a uno de los Markalitas enterrándose debajo de él, pero el arma cayó sobre él, aplastando y destruyendo al efímero segundo Moguera. 

### Heisei
En Godzilla vs. SpaceGodzilla, M.O.G.U.E.R.A. (Mobile Operations G-Force Universal Expert Robot: Aero-Type) fue un mecha construido por la ONU diseñado para luchar contra Godzilla tras el fracaso del Mechagodzilla de G-Force. Si bien tiene similitudes con el mecha pilotado por los Mysterians, es un personaje diferente bajo los derechos de autor de Toho. 
M.O.G.U.E.R.A. tiene un arsenal extenso de armas. El arma más utilizada y estándar son los cañones láser de plasma integrados en sus ojos, que disparan rápidamente disparos de plasma amarillos. Un taladro se encuentra en el centro de su cara, que se puede usar para pelear a corta distancia. Sus manos en forma de cono son capaces de liberar rayos de energía azul, conocidos como autolasers. Además, las manos pueden abrirse y lanzar misiles de granada espiral. Su pecho oculta en secreto un cañón maser de plasma, una poderosa arma de energía. Puede volar a través de la atmósfera de la Tierra en Mach 1 y a través del espacio en Mach 44. También es capaz de moverse en tierra a través de la acción independiente de las piernas, o con las bandas incorporadas en sus pies y piernas. M.O.G.U.E.R.A. es la forma unida de dos vehículos: el Land Moguera, un vehículo blindado de combate con orugas capaz de perforar la tierra; y el Star Falcon, una nave VTOL capaz de realizar vuelos espaciales. 
La primera asignación de M.O.G.U.E.R.A. fue interceptar a SpaceGodzilla, que fue descubierto en un curso hacia la Tierra. Se produjo una batalla en el cinturón de asteroides que dejó a M.O.G.U.E.R.A. gravemente dañado, aunque aún pudo regresar a la Tierra para reparaciones. Fue durante las reparaciones que fue equipado con los misiles de granada espiral y el cañón maser de plasma. Tras la devastación causada por SpaceGodzilla, M.O.G.U.E.R.A. (con su nuevo piloto Yuki Gondo) se alineó con Godzilla para destruir la amenaza mayor. Rompió los cristales del hombro de SpaceGodzilla (evitando así que SpaceGodzilla absorbiera energía de los cristales), pero se dañó irreparablemente durante la batalla; sus restos fueron eliminados posteriormente por el rayo espiral de Godzilla (junto con SpaceGodzilla). 
Originalmente, Godzilla estaba planeado para luchar contra SpaceGodzilla y un segundo Mechagodzilla, pero se pensó que sería demasiado unilateral para que Godzilla se enfrentara al mismo gemelo robótico que casi lo mata el año anterior, por lo que M.O.G.U.E.R.A. más débil fue revivido como un aliado a Godzilla 

## Apariciones

### Películas
- The Mysterians (1957)
- Godzilla vs. SpaceGodzilla (1994)

### Televisión
- Godzilla Island (1997–98)

### Videojuegos
- Godzilla: Monster of Monsters (NES - 1988)
- Godzilla Giant Monster March (Game Gear - 1995)
- Godzilla Trading Battle (PlayStation - 1998)
- Godzilla Generations: Maximum Impact  (Dreamcast - 1999) - Como MGR-IInd.
- Godzilla: Save the Earth (Xbox, PS2 - 2004)
- Godzilla: Unleashed (Wii, PS2 - 2007)
- Godzilla Unleashed: Double Smash (NDS - 2007)
- Godzilla: Kaiju Collection (Dispositivos móviles - 2015) - como Moguera (1957) y M.O.G.U.E.R.A. (1994)
- Godzilla Defense Force (2019)
- Godzilla Battle Line (2021)

### Literatura
- Godzilla vs. the Robot Monsters (novela - 1999)
- Godzilla: Rulers of Earth (cómic - 2013-2015)
- Godzilla in Hell (cómic - 2015)